# 金地院
金地院（こんちいん）は、京都市左京区南禅寺福地町にある臨済宗南禅寺派の寺院。大本山南禅寺の塔頭。本尊は地蔵菩薩。江戸幕府の法律や外交を担った僧・以心崇伝が住したことで知られる。僧録司が置かれ、一塔頭寺院に留まらず江戸時代を通じて五山十刹以下全ての住職の任命権を持つ事実上の最高機関とされた。また10万石の格式を持ち、「寺大名」とも呼ばれた。小堀遠州作の庭が国の特別名勝に指定されている。
徳川家康の遺言による3つの東照宮のうちの一つがあり、江戸幕府による増改築が度々なされた。京都三名席の茶室がある。

## 歴史

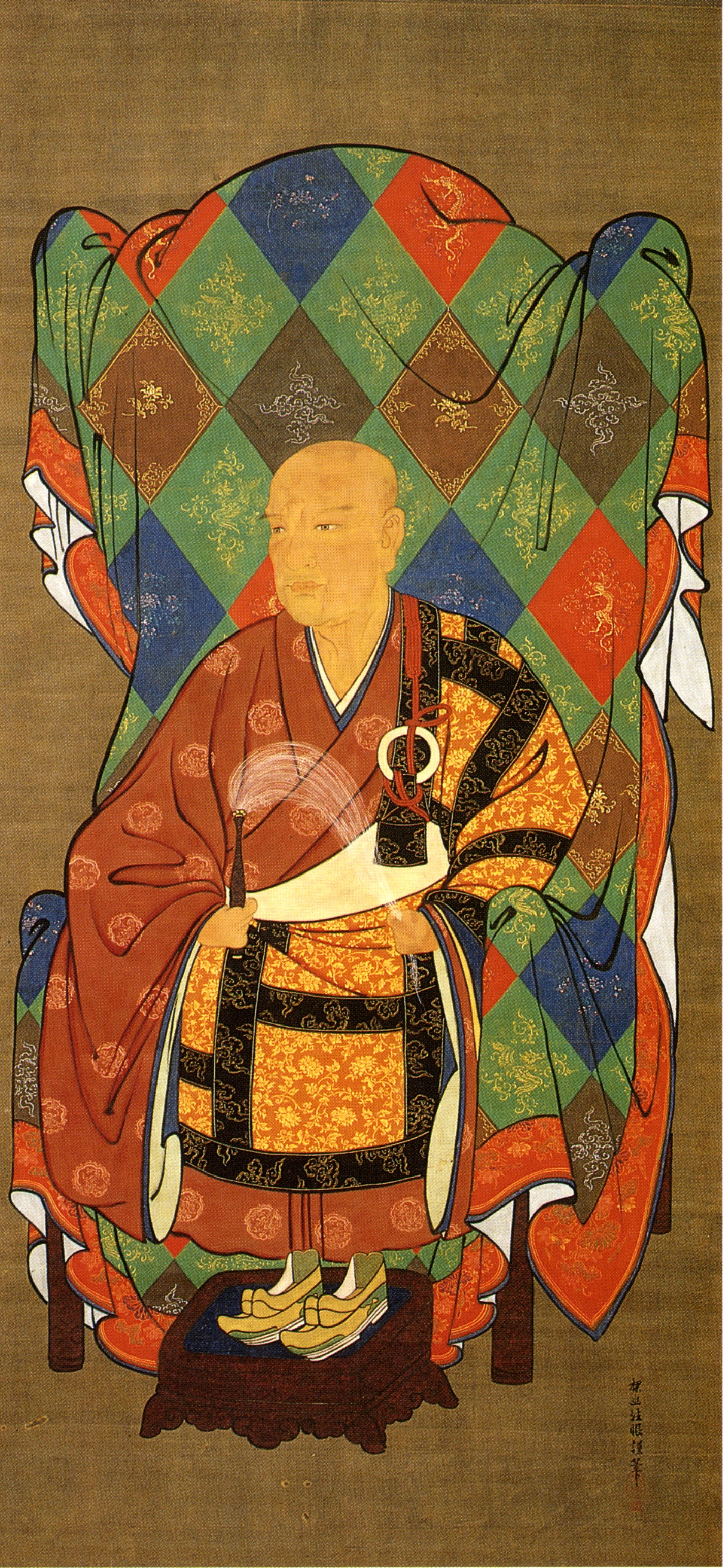
以心崇伝像（狩野探幽筆）

応永年間（1394年 - 1428年）に、室町幕府第4代将軍足利義持が大業徳基（南禅寺68世）を開山として洛北・鷹ケ峯に創建したと伝えるが、明らかではない。
慶長10年（1605年）、徳川家康の信任が篤く、江戸幕府の幕政に参与して「黒衣の宰相」と呼ばれた以心崇伝（金地院崇伝）によって現在地に移され、南禅寺の塔頭とし、自らの住坊として再興された。
慶長15年（1610年）には駿河国・駿府城内に駿府金地院が、元和5年（1619年）には江戸城内北ノ丸に江戸金地院が開かれ、駿府と江戸における崇伝の活動拠点となった。
崇伝は元和5年（1619年）に幕府より僧録に任ぜられた。それまで相国寺塔頭鹿苑院院主が務めていた僧録職は以後、幕末まで金地院住持が務め、金地僧録と呼ばれて五山十刹以下の禅寺を統括する最高機関となった。そして、10万石の格式を与えられ、「寺大名」とも呼ばれる権勢を誇った。

## 方丈（本堂）
重要文化財。桁行11間、梁間7間の大規模な建物であるが、平面形式は禅院方丈に典型的な六間取りである。すなわち前列中央が「室中」、その奥が本尊地蔵菩薩像を安置する「仏間」。西側は奥が「富貴の間」（衣鉢の間）、その手前が「次の間」（檀那の間）、東側は手前が「鶴の間」（礼の間）、奥が「菊の間」（書院の間）となる。「富貴の間」は奥に床高を一段高めた上段を設け、床（とこ）、棚、付書院を設け、天井を格天井とする格式の高い部屋である。各室の襖や障子腰板には狩野派による金地の障壁画がある。障壁画の主な画題は「富貴の間」が松、「次の間」が松、梅、牡丹、「室中」が唐人物、「鶴の間」と「菊の間」がそれぞれ鶴と菊などである。この大方丈（本堂）は寺伝では慶長16年（1611年）に、崇伝が伏見城の一部を江戸幕府3代将軍徳川家光から賜り、移築したものといわれるが、話の時代が合っていないうえ、建物に移築の痕跡は確認できない。実際は寛永4年（1627年）に崇伝によって建立されたものとみられる。
障壁画製作は崇伝から狩野探幽に委嘱した記録が『本光国師日記』にあり、画題の選定は探幽が行ったものであることがわかるが、探幽が自ら作画に携わったか否かについては同日記は伝えていない。武田恒夫、土居次義らの研究者は、探幽の指揮のもと、実際の作画は富貴の間・次の間は狩野尚信が、室中・鶴の間は狩野信政が担当したと推定している。
正面に掲げられている額「布金道場」は山岡鉄舟の筆。明治時代初期に巻き起こった廃仏毀釈から守るため、仏教寺院ではなく道場である旨を表したものである。

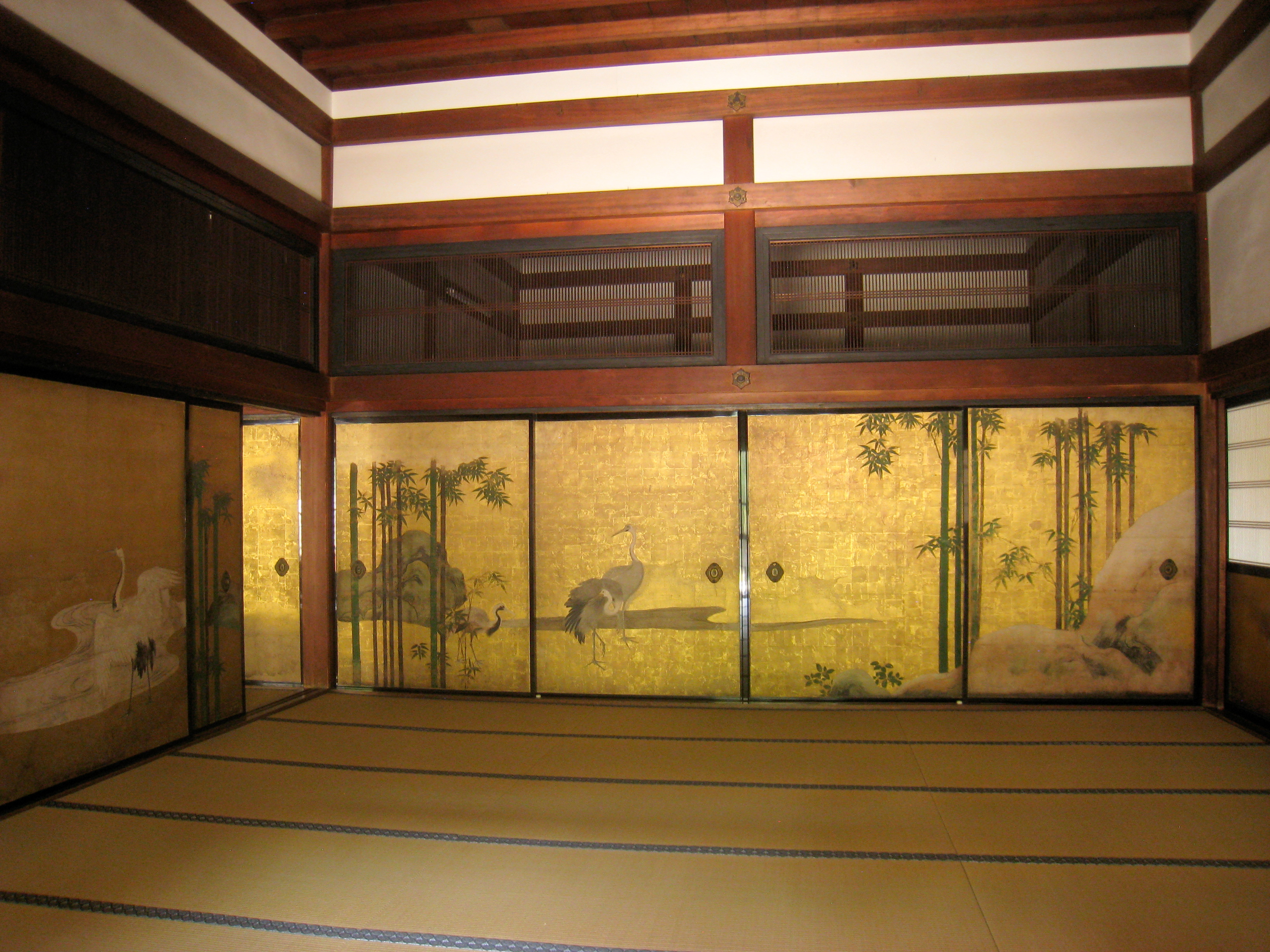
大方丈鶴の間北面
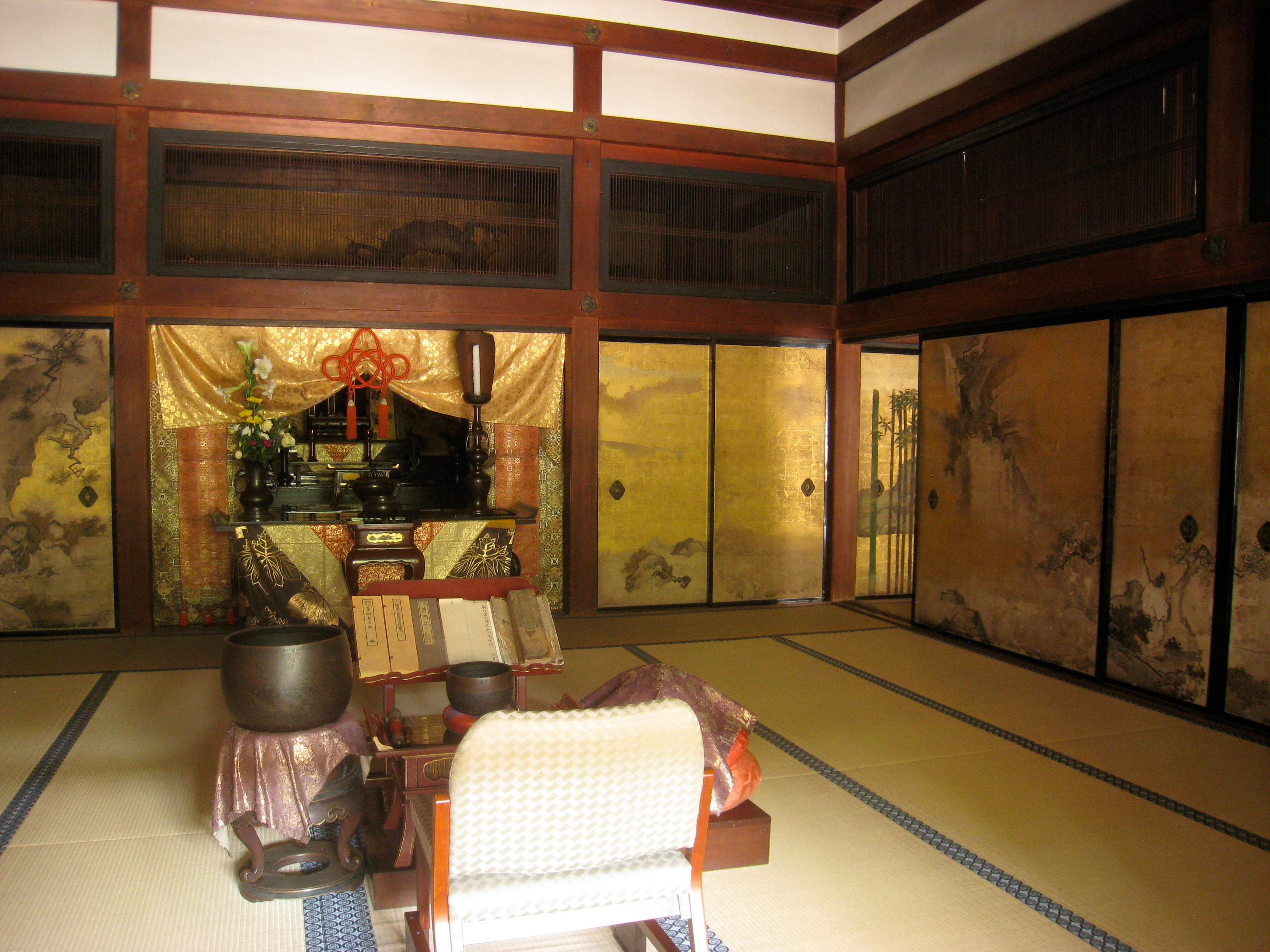
大方丈室中
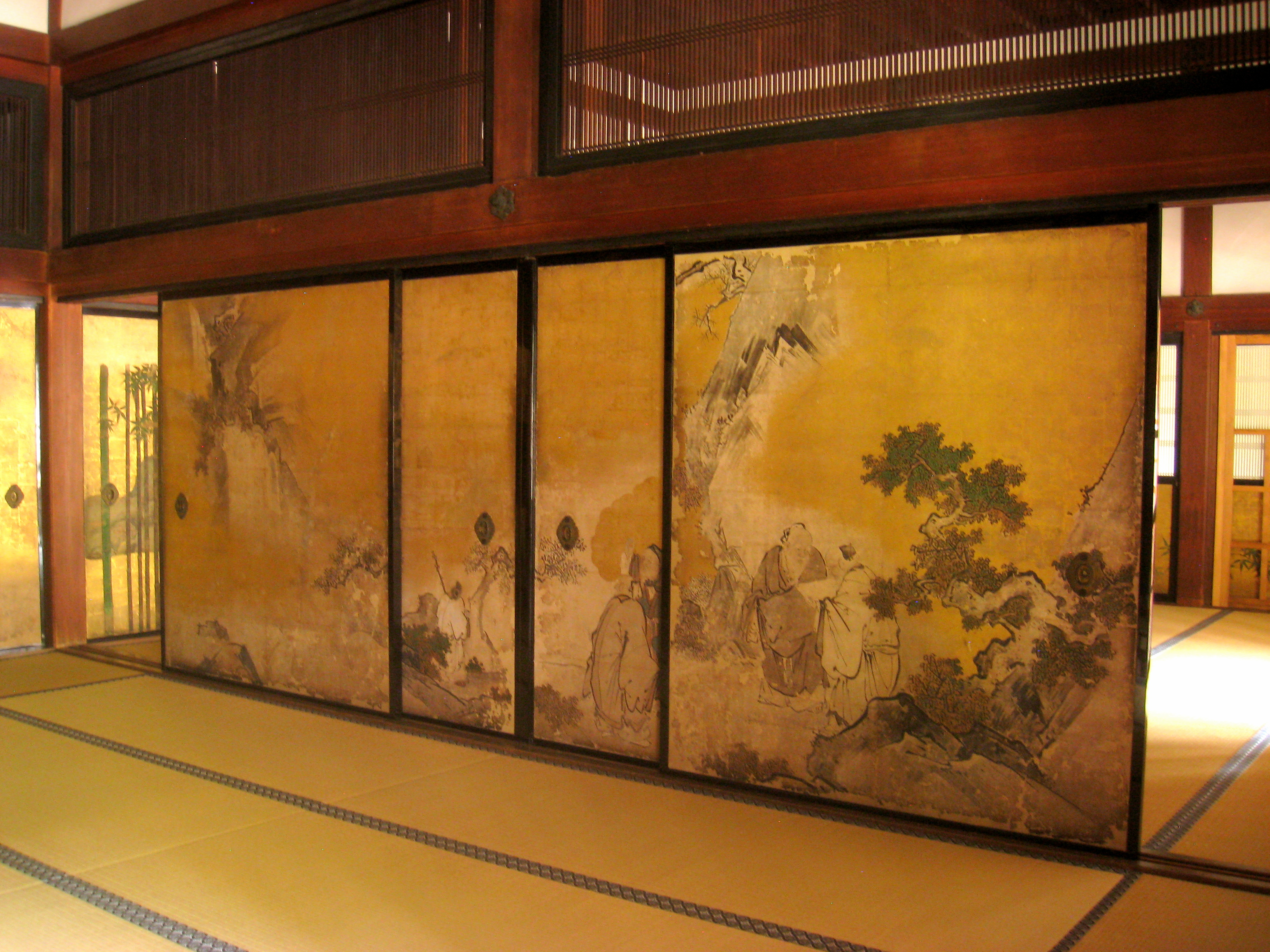
大方丈室中東面
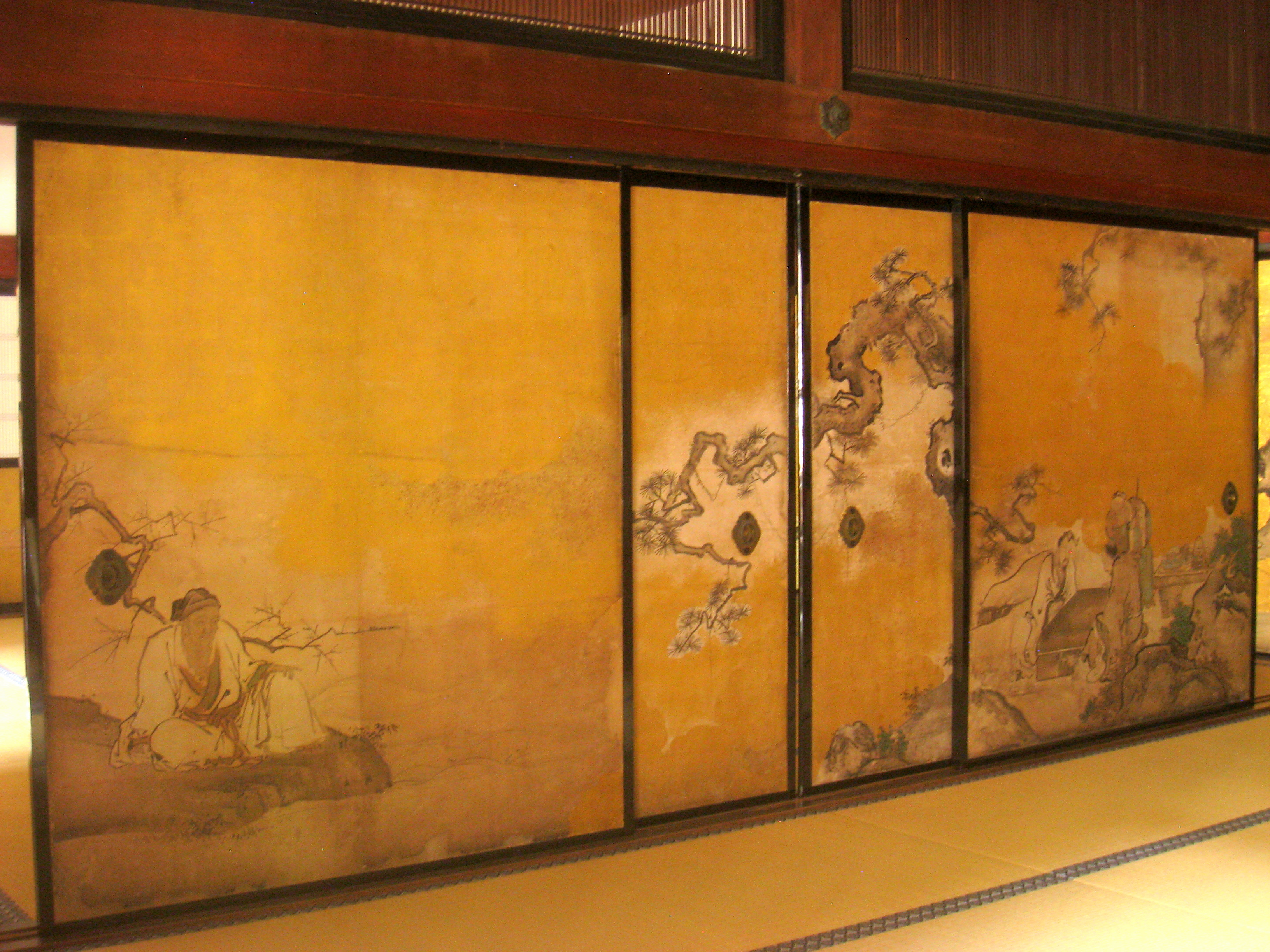
大方丈室中西面
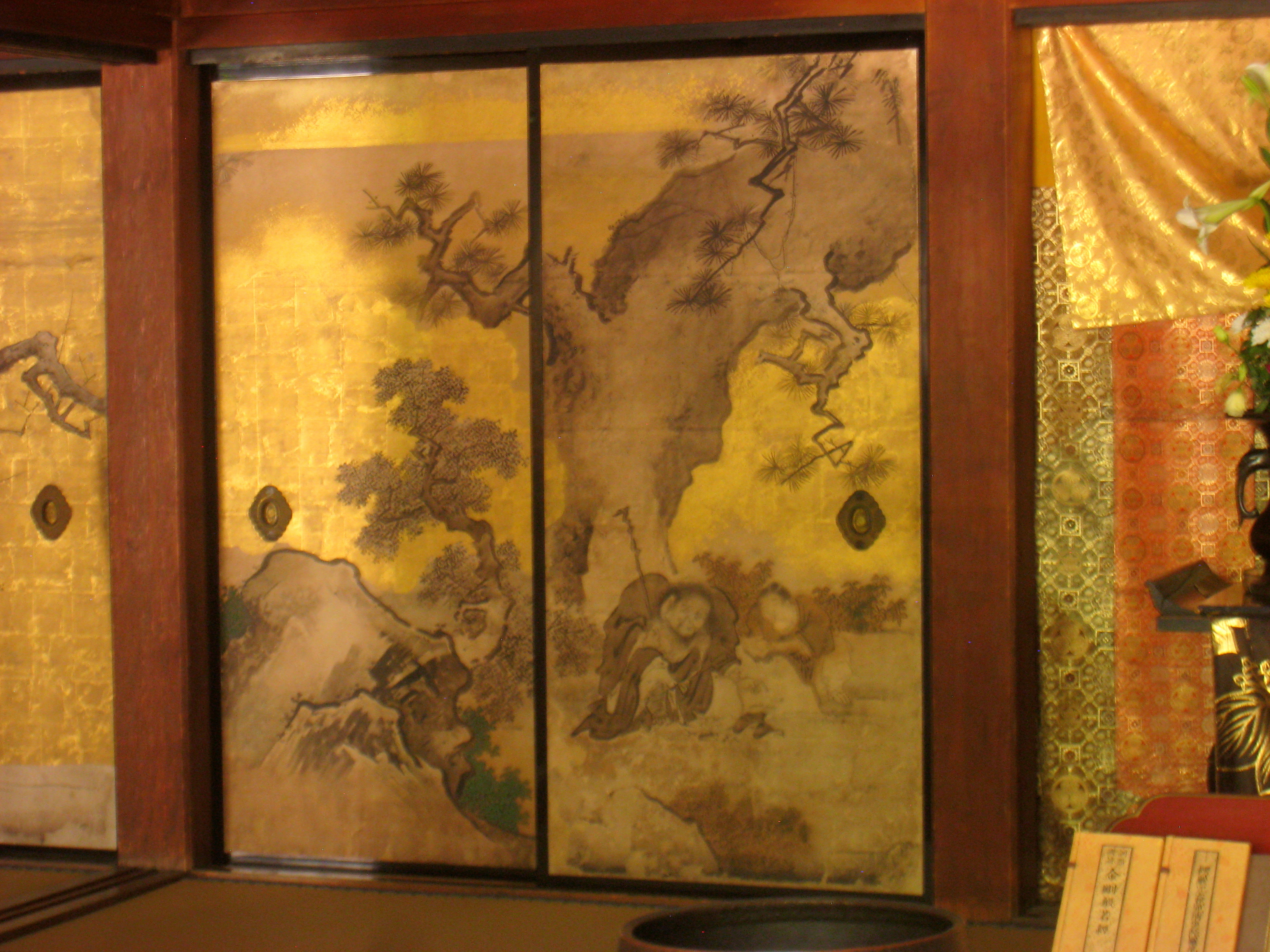
大方丈室中北面
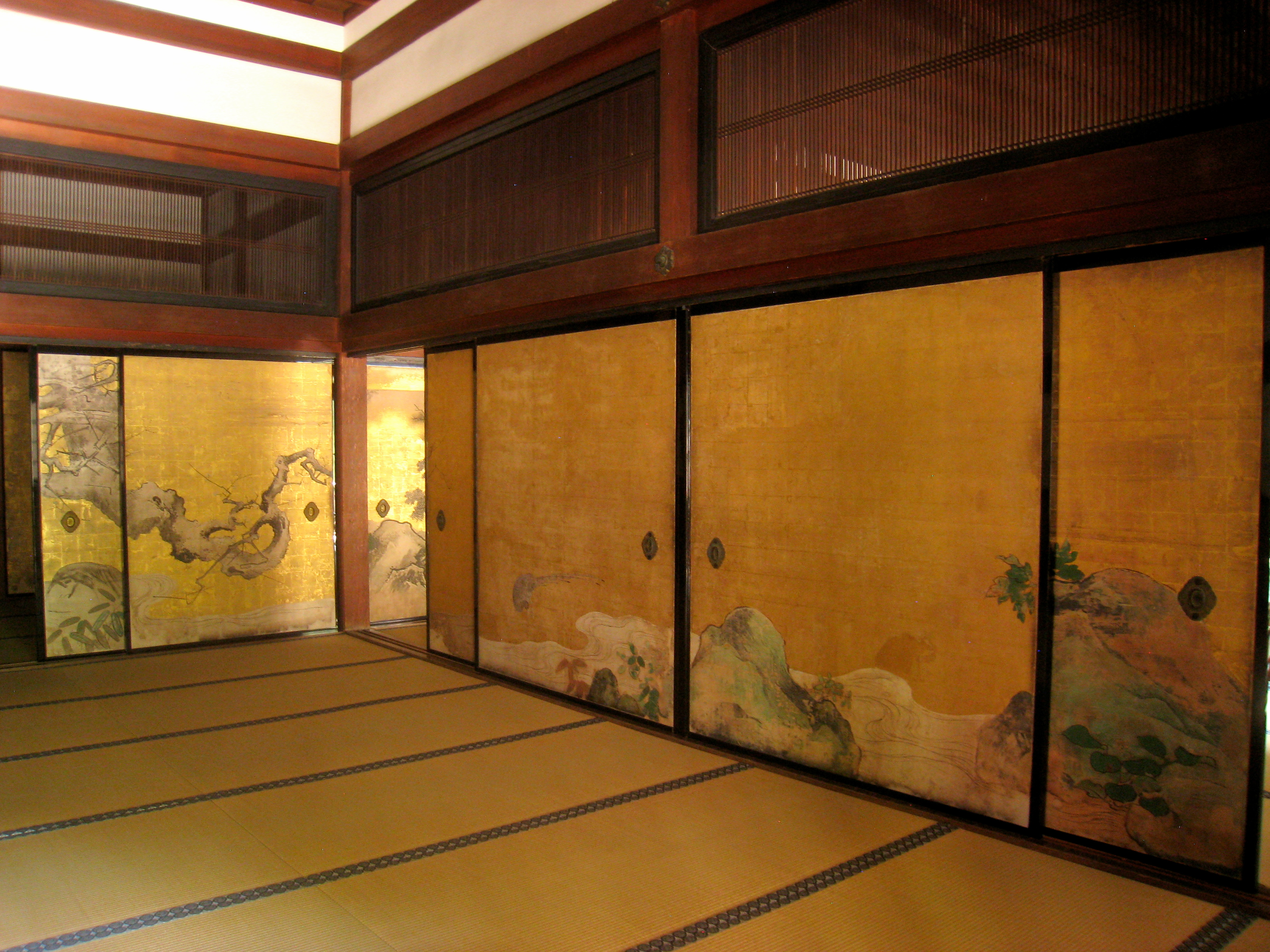
大方丈次の間東面
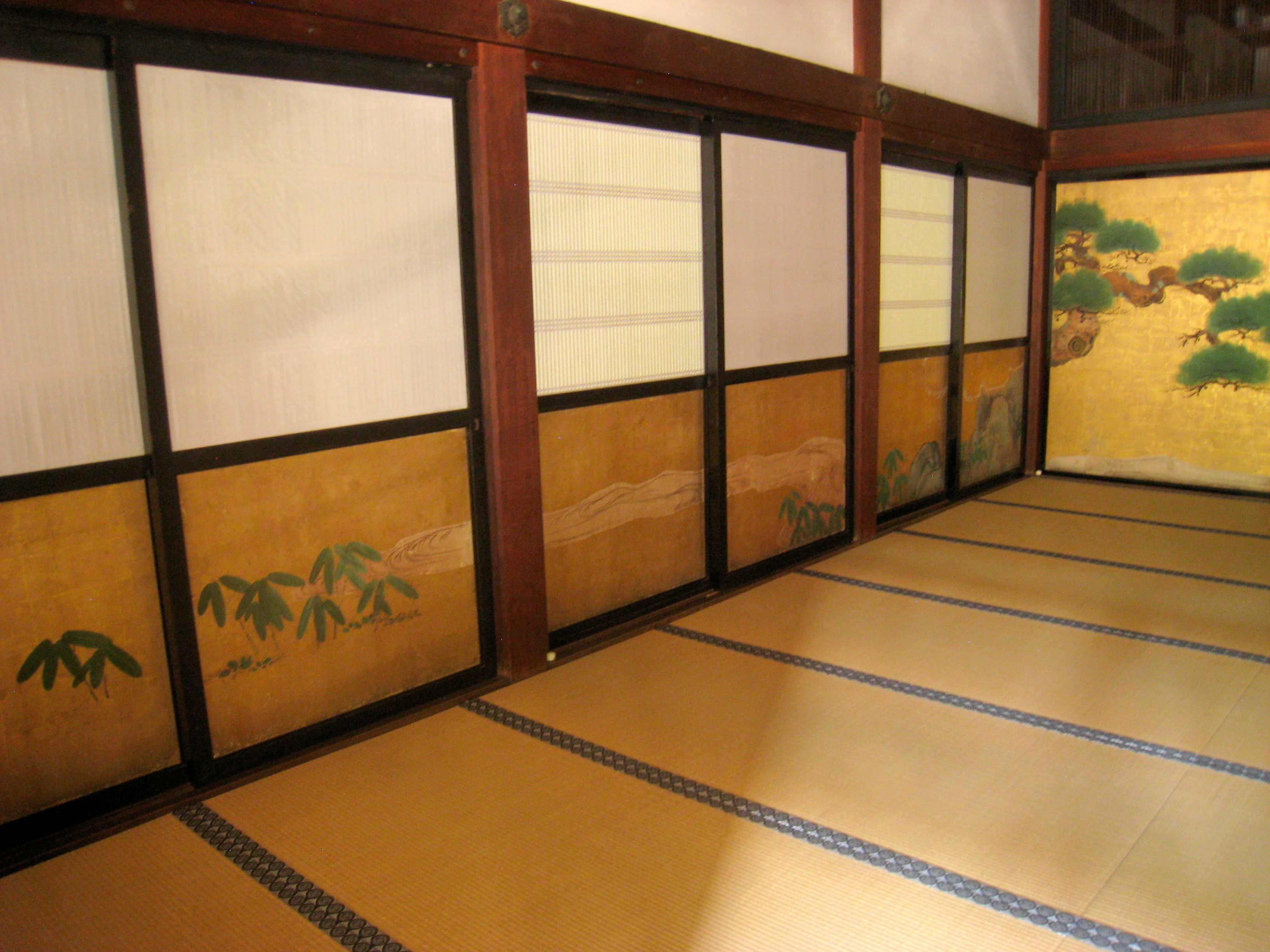
大方丈次の間西面障子腰板

## 茶室「八窓席」
重要文化財。崇伝の依頼により小堀遠州の設計で建てた三畳台目の茶室。東側の南に床（とこ）、北に台目畳の点前座を並べる。点前座には中柱を立て、袖壁を付ける。躙口（にじりぐち）は西面の北寄りに設ける。躙口は茶室の隅に設けるのが通例だが、本席では隅から2尺ほど離れた位置に設けるのが特色である。南面は襖2枚を立てて貴人口とし、点前座背後の東面は火灯口を開けて茶道口とする。
躙口（にじりぐち）前に縁を設け、躙口を入った正面に床（とこ）と点前座を左右に並べる点、赤松皮付の床柱に黒塗框という取り合わせなど、「遠州好み」の茶室の典型的な作例である。『本光国師日記』によれば、寛永5年（1628年）までには完成していた。八窓席と称するが、窓は西面の躙口上に1つ、北面の壁に3つで、床脇の墨跡窓、袖壁の下地窓を含めても窓は6つである。創建当時は名称通り8つの窓があったが，明治時代の修築で6つとなったという。なお、建物修理の際の調査で、この茶室は遠州が創建したものではなく、既存の前身建物を遠州が改造したものであることが判明している。
大徳寺孤篷庵、曼殊院の茶室と共に京都三名席の1つに数えられる。

## 東照宮
重要文化財。小堀遠州による築。徳川家康の遺言で建てられ、家康の遺髪と念持仏を祀っている。権現造り。幕府の公式記録である『徳川実紀』によれば、家康は元和2年（1616年）4月2日、側近の以心崇伝、南光坊天海、本多正純を召し、「（遺体は）久能山に納め奉り、御法会は江戸増上寺にて行はれ、霊牌は三州（三河国）大樹寺に置れ、御周忌終て後下野国日光山へ小堂を営造して祭奠すべし。京都には南禅寺中金地院へ小堂をいとなみ、所司代はじめ武家の輩進拝せしむべし」と遺言したという。江戸期には京都所司代の番所が置かれ、創建当初は日光東照宮と比されていた。
社殿は寛永5年（1628年）に造営され、拝殿は総漆塗り、相の間・本殿は軸部（柱や梁）を丹で、壁や扉は白・黄・緑といった極彩色で彩られている。また拝殿の天井には狩野探幽の筆による「鳴龍」が描かれており、さらにその欄間には土佐光起画・青蓮院宮尊純法親王の書になる「三十六歌仙」額が掲げられている。
元禄6年（1693年）、幕府により1千両をかけて社殿回りの修復と御門廊下の新設が行われ、正徳4年（1714年）、同じく幕府により社殿回り、門柵の修理が行われた。『京都御役所向大概覚書』には修理を終えた社殿の規模について「東照宮御宮、御幣殿、御拝殿、御廊下、御門、御供所、南指出、表御門、御唐門、御成御門」とある。

## 境内
- 方丈（本堂、重要文化財） - 寛永4年（1627年）建立。解説は記述。
- 茶室「八窓席」（重要文化財） - 寛永5年（1628年）頃建立。解説は記述。
- 庫裏
- 開山堂 - 以心崇伝の塔所で、左右両側には十六羅漢像が安置されている。掛かっている勅額は後水尾天皇の筆である。
- 庭園「鶴亀の庭」（国指定特別名勝） - 寛永9年（1632年）に崇伝が徳川家光を迎えるために小堀遠州に作庭させたものである。遠州作と伝えられる庭は多いが、確実に遠州が作ったと分かる資料が残っている唯一の例である。全国の大名からたくさんの名石が寄進されたという。庭師は賢庭と伝わる。安土桃山時代の風格を備えた江戸時代初期の代表的枯山水庭園として知られる。方丈から見て右手に鶴が左手に亀が配されており、鶴の背には常緑樹、亀の背には落葉樹が植えられている。また、鶴と亀の間にあるたたみ5畳弱の長方形の巨石は遥拝石と呼ばれ、隣接する東照宮を拝むために置かれたもので、造営当時は庭から東照宮が見えたと伝えられる。庭内は大刈り込みが施されている。
- 弁天池
- 弁天社
- 明智門 - もともとは天正10年（1582年）に明智光秀が母の菩提のため寄進した銀により大徳寺方丈に建立されたもの。それまでここに建てられていた唐門が豊国神社に移築（現・豊国神社唐門（国宝））されたため、大徳寺から1887年（明治19年）に買得し、現在地に移築した。
- 東照宮 - 金地院東照宮とも呼ばれる。解説は記述。
  - 本殿（重要文化財） - 寛永5年（1628年）建立。
  - 石の間（重要文化財） - 寛永5年（1628年）建立。
  - 拝殿（重要文化財） - 寛永5年（1628年）建立。
- 御成門
- 唐門
- 東照宮門
- 山門
- 東照宮下乗門 - 南禅寺の参道横に建てられている。

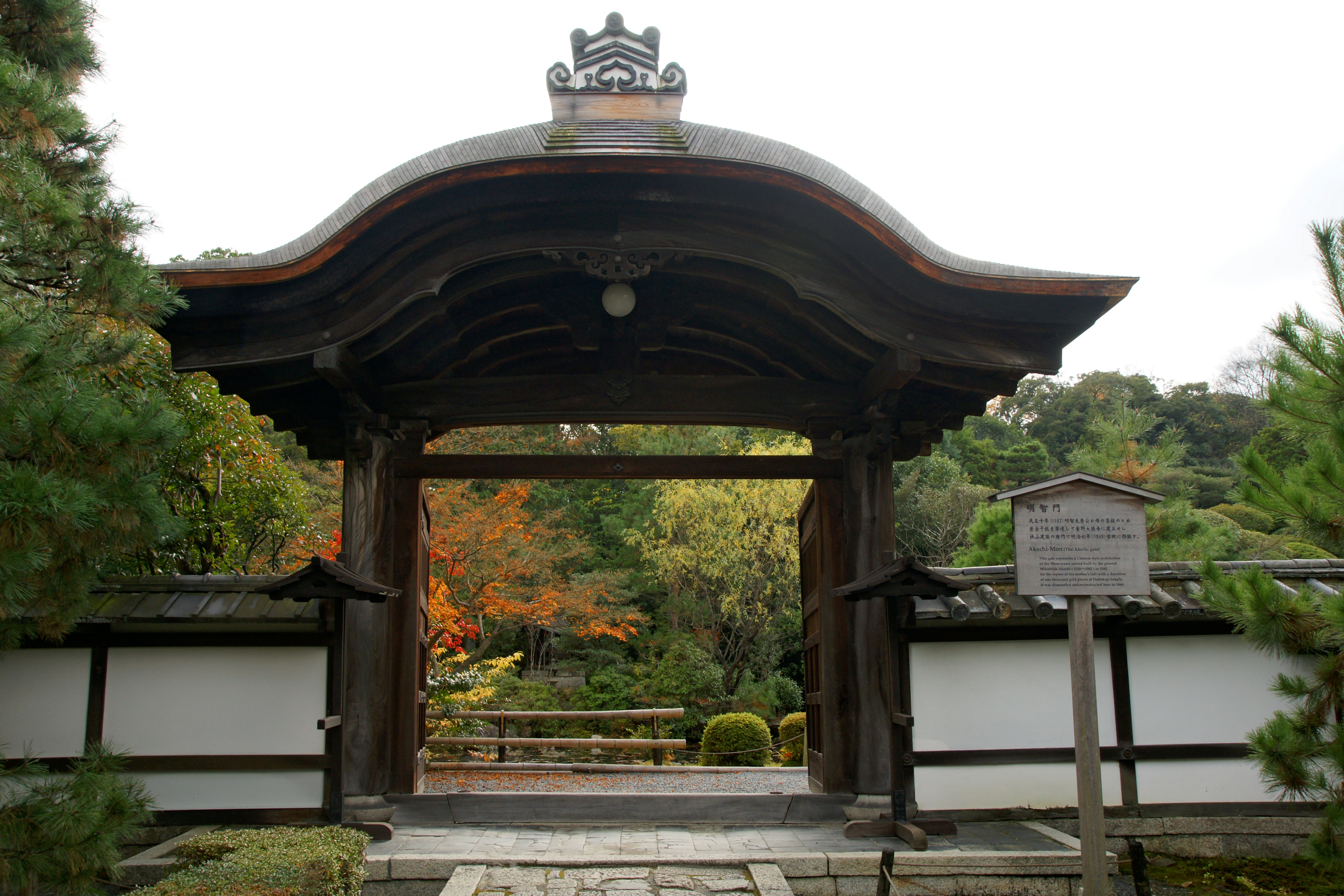
明智門
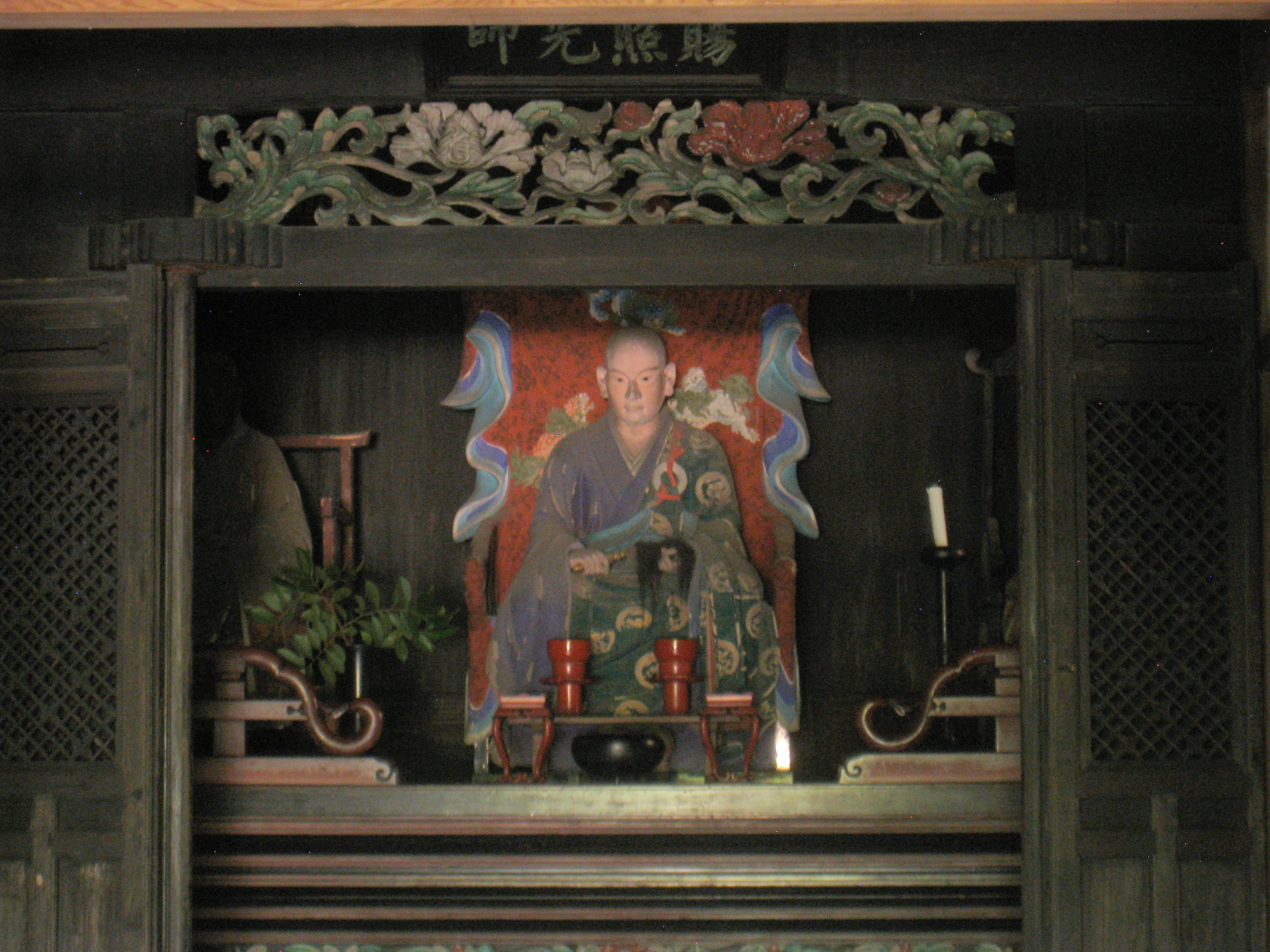
崇伝像（開山堂）
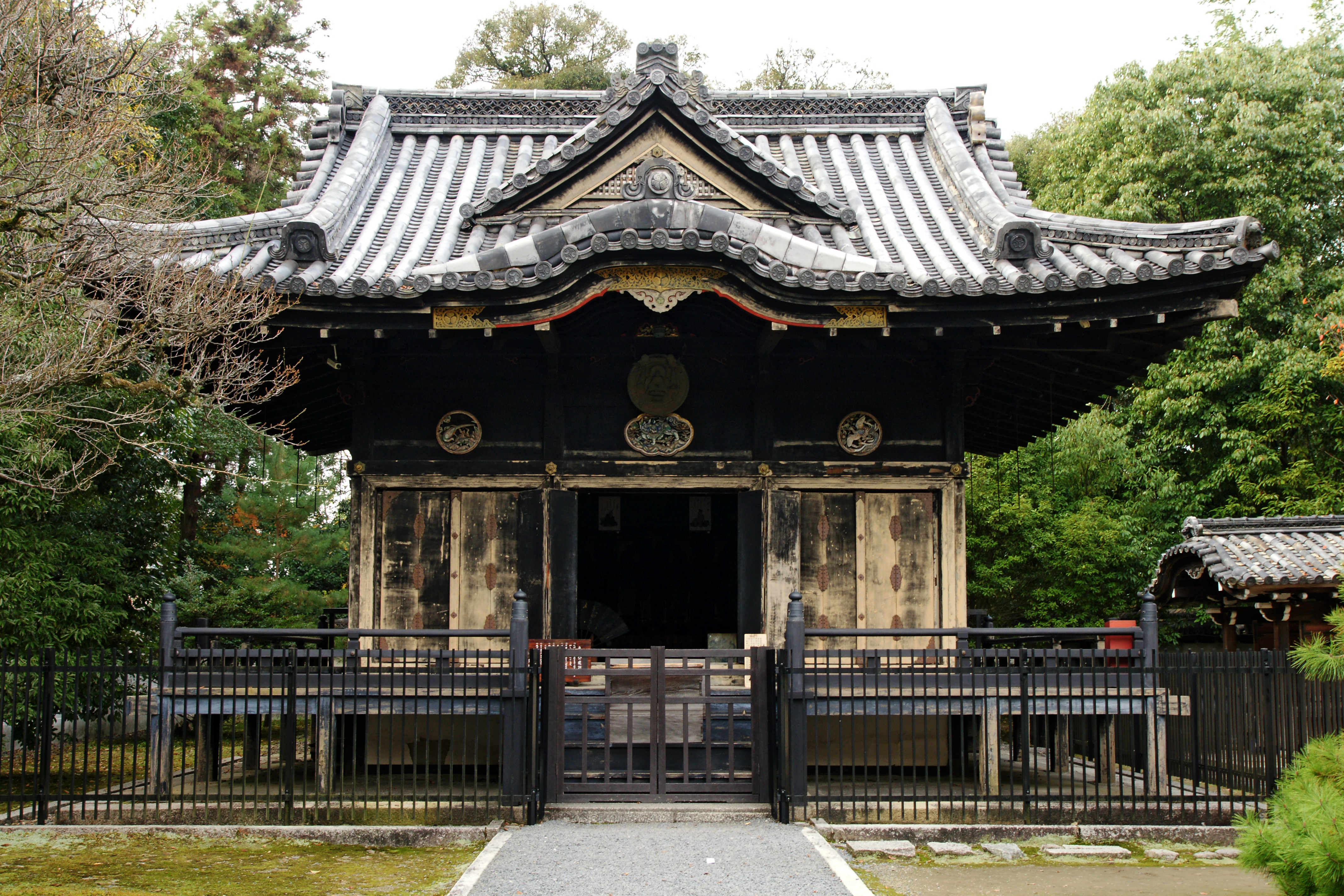
東照宮（拝殿）
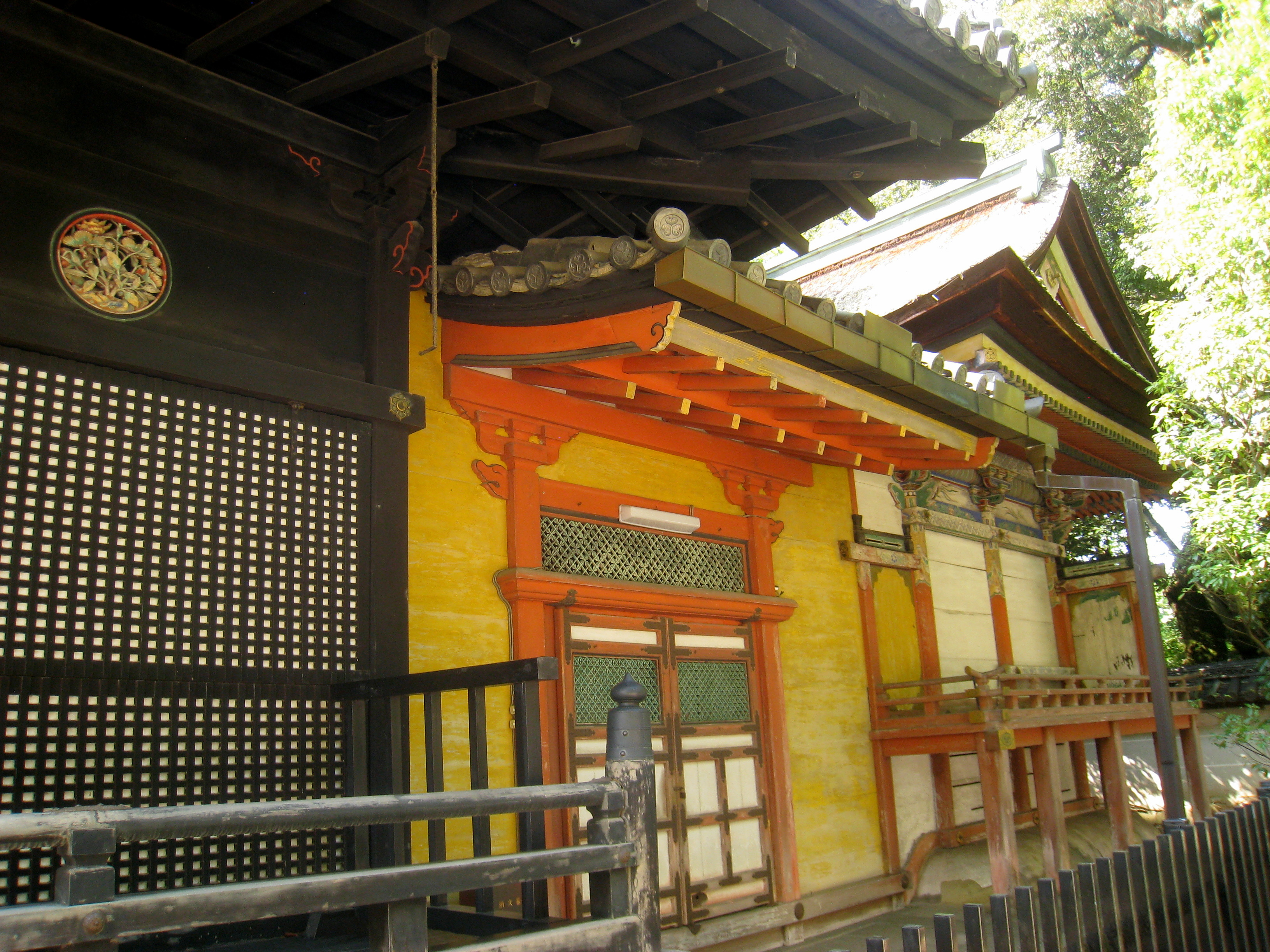
東照宮の「石の間」及び本殿
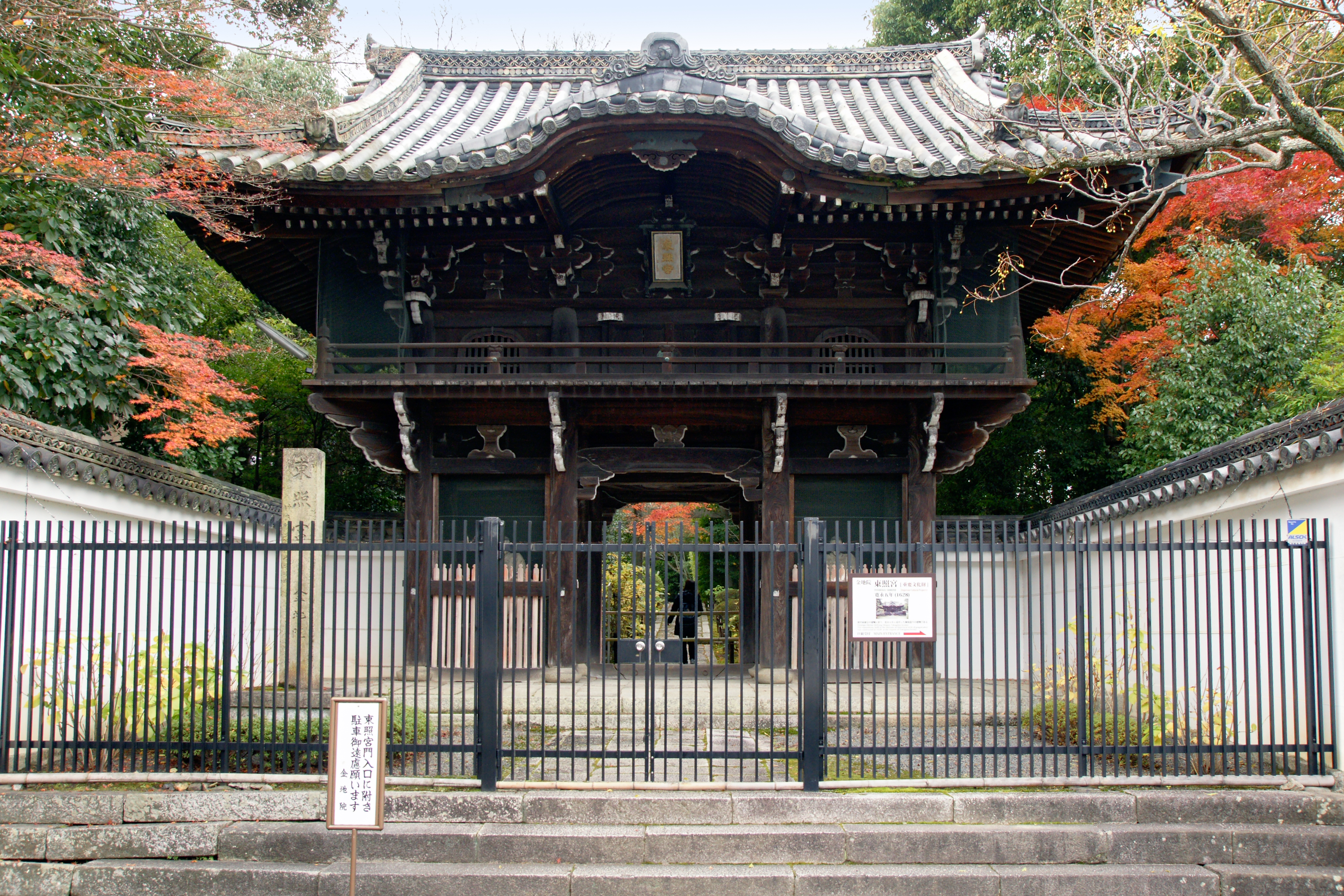
東照宮門

## 文化財

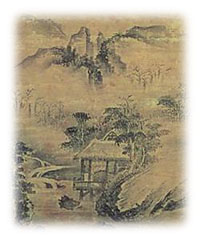
渓陰小築図（部分）

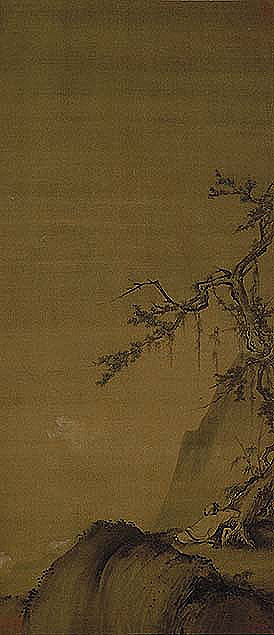
秋景冬景山水図のうち秋景

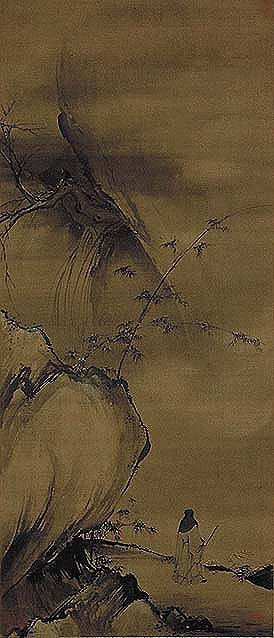
秋景冬景山水図のうち冬景

### 国宝
- 紙本墨画溪陰小築図（けいいんしょうちくず） - 応永20年（1413年）作の詩画軸。詩画軸とは、絵画とこれに関連する漢詩を1つの掛軸に表し、書画一致の境地を表すものである。本図は南禅寺の僧であった子璞（しはく）の書斎に「渓隠」と名付けたのを祝い、知人が子璞の心の中の書斎を描いたとされる。太白真玄が序を書き、大岳周崇、玉畹梵芳ら6人の著名な五山僧が題詩を寄せる。書斎図（書斎を題材とした詩画軸の一種）の現存最古の作品として知られる。これらは実際の書斎を描いたのではなく、現実には市中に住みつつも俗世間を離れた、いわば理想の心象風景として描き出している[7]。東京国立博物館寄託。
- 絹本著色秋景山水図・冬景山水図 - ともに北宋8代皇帝である徽宗筆と伝わる作品。実際の制作は南宋時代・12世紀とされる。足利将軍家所蔵の東山御物に含まれる唐物で、『御物御画目録』にも記されている。山梨県身延町の久遠寺に伝わる夏景山水図（国宝）と今は失われた春景幅とで四幅一対の四季山水であったといわれる。秋景・冬景ともに縦128.2センチメートル、横55.2センチメートルの画面で、秋風山水図は崖上で高木にもたれて天空を舞う鳥を眺めている高士が、冬景山水図は滝口の渓谷に佇む高士が描かれる[8]。両幅とも画面下左右に中国の鑑蔵印「仲明珍玩」「廬氏家蔵」、右上に足利義満の鑑蔵印「天山」がある。秋景・冬景ともに将軍足利義稙の時期に大内氏に渡り、大内氏から妙智院を経て金地院に入った[9]。京都国立博物館寄託。

### 重要文化財
- 本堂（方丈）
- 茶室（八窓席）
- 東照宮（本殿、石の間、拝殿）1棟
- 紙本墨画山水図（楼閣山水図） - 狩野派様式を確立した狩野元信作と伝わるもので、元信がめざした狩野派の新しい特徴が見られる。
- 絹本墨画山水図 - 元時代の画家・高然暉（こうねんき）筆と伝わる。
- 紙本墨画老松図 6面・紙本墨画猿猴捉月図 4面 長谷川等伯筆[10]
- 本光国師日記 46冊 - 「黒衣の宰相」とも呼ばれた崇伝の日記で、武家諸法度などの起草過程や豊臣家滅亡のきっかけとなった方広寺の鐘銘事件などが克明に記されている。崇伝自身が幕府の政策決定に関わっていたことから、寺社や朝廷に対する幕府の政策などを知ることができる貴重な史料。のちに新井白石が、この日記の重要性に鑑み、筆写させた。1966年（昭和41年）には続群書類従完成会より刊行されている。
- 異国日記 2冊 - 崇伝（本光国師）が、外交実務のために筆録した2冊。のちに新井白石が外交政策変革の基礎資料として「異国日記」を筆写提出させ「異国日記御記録雑記」を残す。
- 異国渡海御朱印帳・異国近年御書草案 1冊
- 異国日記御記録雑記
- 慶長十九年林道春及び五山衆試文稿　六曲屏風一双
- 濃比須般国への返書案　崇伝筆
- 武家諸法度草稿 - 崇伝自筆の武家諸法度の草案で、武家諸法度は徳川家康が元和元年（1615年）に崇伝らに起草させたもので、文武の奨励・居城の新築禁止など大名の厳守すべき事項を定めたものである。本草稿は元和2年改訂時のもので、武家諸法度の崇伝自筆本として唯一現存するものである[11]。
- 惟康親王願文（文永十一年十一月日）[12] - 鎌倉幕府第6代将軍宗尊親王（嵯峨天皇の皇子）の没後100日の法要に際して、その子であった第7代将軍・惟康親王が行った法要の願文（がんもん）で、金銀の切箔や彩色下絵のある装飾料紙に書かれている[11]。

出典：2000年までの指定物件については、『国宝・重要文化財大全 別巻』（所有者別総合目録・名称総索引・統計資料）（毎日新聞社、2000）による。

### 国指定特別名勝
- 金地院庭園（鶴亀の庭）

### その他の文化財
- 牡丹尾長鳥堆黒盆 - 元代（13 - 14世紀）に製作されたもの。堆黒（ついこく）とは何層にも塗り重ねた黒漆の層を刃物で彫りだして文様を出す漆芸技法のひとつである。
- 以心号 - 天正9年（1581年）に梅谷元保（ばいこくげんほ）が13歳の崇伝に書き与えた道号で、これ以降、「以心崇伝」と名乗ることとなる。
- 以心崇伝像 - 荒廃した南禅寺を復興した崇伝の頂相（ちんそう、肖像画）で、狩野探幽により崇伝の死後に描かれたものである。
- 九条袈裟 - 崇伝が使用したと伝わる九条袈裟で、鮮やかな模様の中国裂（きれ）が用いられている。
- 以心崇伝遺偈 - 崇伝自筆の遺偈（ゆいげ）。遺偈とは高僧が死に臨んで弟子・後世への教訓などを記した漢詩である。
- 三十祖像 - 禅宗の祖である達磨から歴代30人の祖師像で、雪舟の流れをくむ毛利家の御用絵師・雲谷等顔により描かれた。
- 最嶽元良像 - 徳川将軍家の御用絵師・狩野常信が描いた金地院二世住持・最嶽元良（さいがくげんりょう）の肖像で、水戸徳川家2代藩主徳川光圀の賛がある。

## アクセス
- 京都市営地下鉄東西線蹴上駅下車 徒歩数分